# Junkerdal Nemzeti Park
A Junkerdal Nemzeti Park Norvégia északi Nordland megyéjében, Saltdal és Fauske községek területén található, a Skandináv-hegységben, a svéd határ mentén. Közeli kis települések Rognan és Sulitjelma. Tőle délnyugatra helyezkedik el a Saltfjellet-Svartisen Nemzeti Park.

## Jellegzetességei

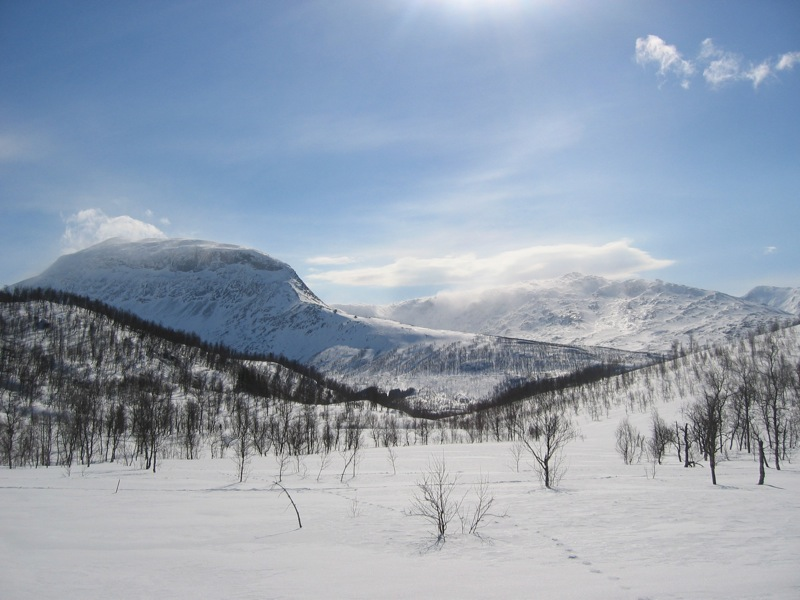
A Sjurfjellet (balra) télen

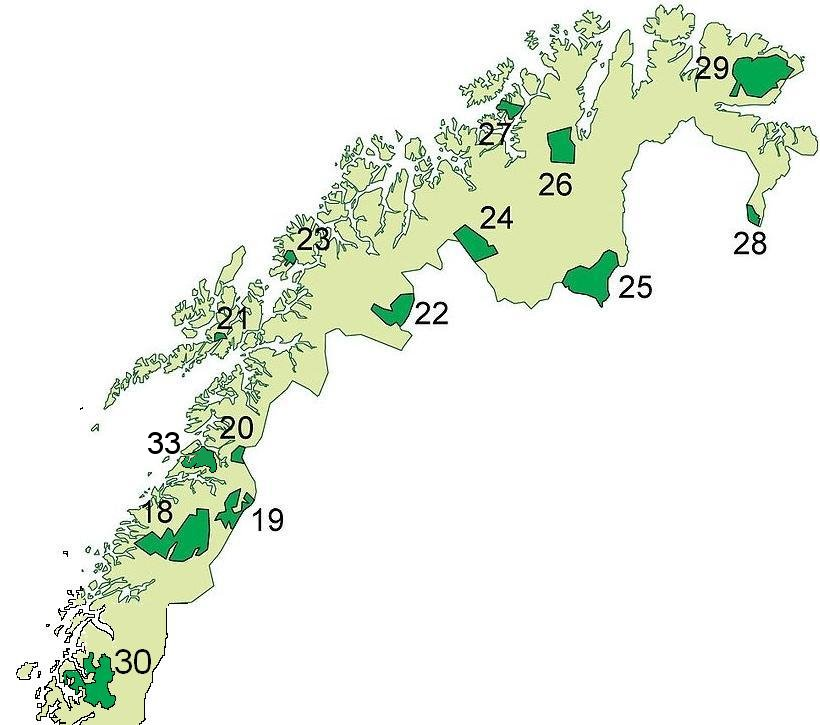
Észak-Norvégia nemzeti parkjai. A Junkerdal a 19. számú

A nemzeti park Norvégia egyik legnagyobb érintetlen természeti területét foglalja magába, ami a határ svéd oldalán is folytatódik. Talaja termékeny. A felszín itt is a jégkorszak nyomait viseli magán. A park északi részén lévő fennsíkon számos tó található, a legnagyobb közülük a Balvatnet. Nyugaton a hegyekben sok folyó ered. A déli részen mély völgyek és magas hegyek váltogatják egymást. A park egyik legismertebb hegye a Solvågtind.
A nemzeti park területe a délnyugatra elterülő Svartisen gleccser esőárnyékában van, ezért nyarai melegebbek és szárazabbak környezeténél.
Növényvilága rendkívül gazdag. Számos ritka, különleges virág megtalálható itt, mint a négysoros mohahanga (Cassiope tetragona), lappföldi havasirózsa (Rhododendron lapponicum), a havasi magcsákó, sarki mák (Papaver radicatum), a Pedicularis flammea, a Pedicularis hirsuta.
A madarak közül említésre méltó az északi sólyom, a szirti sas, az északi búvár, a sarki búvár, és a jegesréce. Az emlősök közül a legérdekesebbek a rozsomák az eurázsiai hiúz. Időnként barnamedvével is találkozni. A félvadon tartott rénszarvas egész évben legel itt.
A nemzeti parkban megfigyelhetők a Plebeius glandon és a Colias hecla ritka lepkefajták.
A halak közül a sarkvidéki szemling (Salvelinus alpinus) és a sebes pisztráng is képviselteti magát.

## Kulturális örökség
A terület ősidők óta a számik földje, legalább a 16. század óta folytatnak itt rendszeres rénszarvastenyésztést, vadászatot. Ma is minden tavasszal felhajtják ide az állataikat. Korábbi állandó településeik nyomait is feltárták többfelé a környéken.

## Turizmus és igazgatás
A park területén négy nagyobb és több kisebb turistaszállás található. A legismertebb közülük az Argaladhytta. Jó horgászati és vadászati lehetőségek vannak az engedéllyel rendelkezők számára.
Az E6-os út itteni szakasza mentén található Nordland megye nemzeti parkjainak információs központja (Nordland nasjonalparksenter).

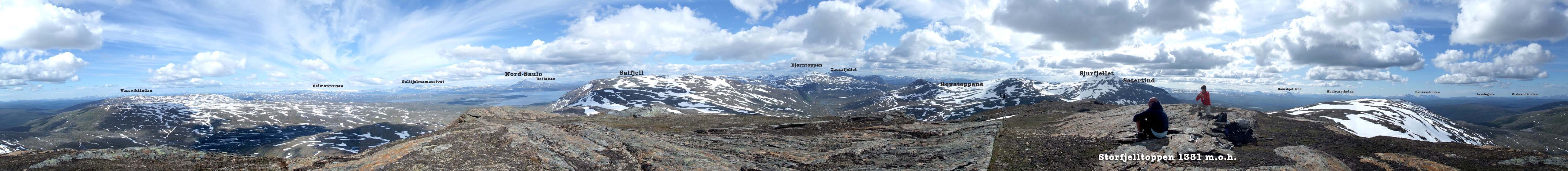
Panoráma a Junkerdal tájairól

## Fordítás
- Ez a szócikk részben vagy egészben a Junkerdal nasjonalpark című norvég Wikipédia-szócikk ezen változatának fordításán alapul.  Az eredeti cikk szerkesztőit annak laptörténete sorolja fel. Ez a jelzés csupán a megfogalmazás eredetét és a szerzői jogokat jelzi, nem szolgál a cikkben szereplő információk forrásmegjelöléseként.